# 屏山县纺织厂纵火案
宜宾屏山县纺织厂纵火案是指2025年5月20日12时许发生于四川省宜宾市屏山县经济开发区的一起人为纵火案件。犯罪嫌疑人文某（男，27岁）在四川锦裕纺织有限公司车间纵火并刺伤一名财务人员，引发广泛社会关注。屏山警方随后表示网络流传的“因800元工资纠纷纵火”系谣言，并處罰三名網民，警方指控這三人是造谣者。警方還將此次縱火的動機歸咎於縱火者的心理出現了問題。

## 案件经过
2025年5月20日中午12时许，犯罪嫌疑人文某进入四川锦裕纺织有限公司2号、3号车间，点燃易燃物引发火灾。由于车间内堆放大量棉纺物，火势迅速蔓延，消防部门经过数小时扑救才控制住火情。在纵火后，文某还持刀刺伤公司财务人员雷某磊，随后被现场民警控制。

## 犯罪嫌疑人背景
文某，男，27岁，警方表示犯罪嫌疑人自幼因家境贫困和辍学经历性格悲观。2025年3月1日，他经介绍进入涉事纺织厂工作，合同约定试用期三个月，工资按月结算。4月25日，工厂支付了他3月份工资4158元。4月30日，文某提出辞职，并于5月15日办理离职手续，结算剩余工资5370元。警方表示据其供述，辞职是因“轻生厌世”情绪，希望拿到工资给母亲后自杀，但因未能立即领取工资而产生报复念头。

## 警方的调查与否認
案发后，网络流传“文某因800元工资被克扣而纵火”的说法。屏山县公安局表示该说法不实，文某的工资已按合同结算，其行为系个人心理问题导致。警方还處罰了3名网民，指控他們散佈謠言，其中康某某被行政拘留6日，何某某被罚款300元，罗某某被教育训诫并公开道歉。

## 事件影响
案发后，网络开始流传“800哥”或“八百哥”的说法。有人称文某为“英雄”，表达对其的理解与支持，也有人批评其举动可能危及其他员工生命安全，“不值得效仿”。